# Indonesischer Trisula
Der Trisula, auch Besi Tiga, Terisula oder Trishula genannt, ist ein Speer aus Java, der auch in anderen buddhistischen Ländern in verschiedenen Formen, aber unter gleichem Namen benutzt wird.

## Beschreibung
Der Trisula hat drei blattförmige, spitze, zweischneidige Klingen. Die Klingen sind an einem metallenen Klingenkopf befestigt. Die mittlere Klinge ist größer als die beiden Außenklingen. Der Klingenkopf hat Ähnlichkeit mit einem Kerzenleuchter. Vorbild für die Formgebung des  Trisula war eine Waffe aus der indonesischen Mythologie. Es gibt Versionen mit wellenförmigen, geflammten Klingen. Die Scheiden bestehen in der Regel aus Holz und bedecken alle drei Klingen. Der Trisula wird von Ethnien in Java benutzt.